# أرنولد كوك
أرنولد كوك (بالإنجليزية: Arnold Cook)‏ هو أكاديمي أسترالي، ولد في 5 مايو 1922 في ناروجين في أستراليا، وتوفي في 30 يونيو 1981.